# من الجحيم (فلم 1986)
من الجحيم بالانكليزية From Beyond هو فيلم خيال علمي ورعب جسدي من إنتاج عام 1986 م تم اخراجه من قبل ستيوارت جوردون الفيلم مبني على قصة قصيرة بنفس الاسم من كتابة
هوارد فيليبس لافكرافت كتب الفيلم من قبل دينيس باولي وستيوارت جوردون وبريان يوزنا ومن بطولة جيفري كومبس، باربرا كرامبتون، كين فوري وتيد سوريل.

## روابط خارجية
- مقالات تستعمل روابط فنية بلا صلة مع ويكي بيانات